# АІ-25
АІ-25 — україно-радянський двовальний турбореактивний двоконтурний авіаційний двигун.

## Історія створення[1]
Розробка двоконтурного авіаційного двигуна АІ-25 почалась на ДКБ-478 в середині 60-х років під керівництвом Лотарева В.А. Перший дослідний двигун виготовлений в 1965 році, а 21 жовтня 1966 відбувся перший політ на пасажирському літаку Як-40. 7 вересня 1967 розпочаті державні стендові випробування.
Серійне виробництво організовано на Запорізькому заводі «Мотор Січ» в 1967 році. Двигун сертифікований Авіаційним регістром Німеччини та Італії на відповідність нормам льотної придатності. Двигун встановлюється на всіх модифікаціях літаків Як-40. 
У 1975 році двигун, під маркою АІ-25 серії 2М, був встановлений на польський сільськогосподарський літак М-15, а у 1976 році пройшов державні льотні випробування. Всього виготовлено більше 6300 двигунів. До 2007 року напрацювання всього парку двигунів в експлуатації склала більше 60 млн годин.

## Технічний опис[2][3]
Двигун виконаний за двовальною схемою. Ротор компресора розділений на два самостійних ротора (двовальна схема), кожен з яких обертається своєю турбіною. При цьому ротори мають різні оптимальні для них частоти обертання і пов'язані між собою тільки газодинамічним зв'язком.
АІ-25 складається з:
- двокаскадного 11-ступеневого осьового компресора:
  - 3-ступеневого компресора низького тиску;
  - 8-ступеневого компресора високого тиску;
- розділового корпусу;
- кільцевої камери згоряння з 12 форсунками;
- двокаскадної триступеневої турбіни:
  - одноступеневої охолоджуваної турбіни високого тиску;
  - двоступеневої турбіни низького тиску;
- корпуса задньої опори з двоконтурним реактивним соплом;
- агрегатів, які забезпечують роботу двигуна і його систем.

Кожен каскад турбіни використовується для обертання ротора відповідного каскаду компресора:
- одноступенева турбіна високого тиску приводить в обертання ротор компресора високого тиску і всі привідні агрегати двигуна;
- двоступенева турбіна низького тиску приводить в обертання ротор компресора низького тиску.

Двигун працює на авіаційному гасі марок Т-1, ТС-1, РТ. Запуск двигуна здійснюється від повітряного стартера СВ-25.

## Модифікації

### АІ-25В
АІ-25В — двигун для літака L-39. Відрізняється конструкцією паливно-мастильної системи. Випускався за ліцензією в Чехословаччині.

### АІ-25ТЛ
АІ-25ТЛ — модифікація двигуна АІ-25 для навчально-тренувального та бойового літака L-39 чеської фірми Aero Vodochody. Перший двигун виготовлений в 1971 році. У 1972 почалися льотні випробування. В 1973 розпочато серійне виробництво. У порівнянні з базовим двигуном АІ-25ТЛ має збільшену на 15% тягу, підвищені ступінь стиснення та температуру газу перед турбіною, охолоджувану щабель турбіни. АІ-25ТЛ обладнаний спеціальною системою змащення, що забезпечує роботу підшипників в умовах перевернутого польоту.
АІ-25ТЛ успішно експлуатується у багатьох країнах світу. Виготовлено понад 5000 двигунів цієї модифікації. До 2007 загальне напрацювання в експлуатації становить більше 6,5 млн годин.
Технічні характеристики
- Довжина (з реактивним соплом): 3358 мм
- Ширина: 985 мм
- Висота: 958 мм
- Маса суха: 400 кг
- Злітна тяга: 1720 кгс
- Питома витрата палива:
  - на злітному режимі: 0,59 кг/кгс•год
  - на крейсерському режимі: 0,815 кг/кгс•год

### АІ-25ТЛК
АІ-25ТЛК — модифікація двигуна АІ-25ТЛ для китайського навчально-тренувального літака К-8J (також відомий як JL-8) Наньчаньскої літакобудівної компанії NAMC. В 1997 проведено льотні випробування в NAMC. Серійне виробництво розпочато в 1998.
Технічні характеристики
- Довжина (з реактивним соплом): 2860 мм
- Ширина: 868 мм
- Висота: 959,5 мм
- Маса суха: 350 кг
- Злітна тяга: 1720 кгс
- Питома витрата палива на злітному режимі: 0,59 кг/кгс•год

АІ-25ТЛК — модифікація двигуна АІ-25ТЛ створена в 2001 для навчально-тренувальних літаків L-39 та К-8J. Двигун може бути адаптований для установки на інші існуючі та ті які розробляються навчально-тренувальні та навчально-бойові літаки при їх використанні як легких штурмовиків . У зв'язку з цим додатково введено бойовий режим підвищеної максимальної тяги, на якому тяга збільшена з 1720 кгс до 1850 кгс і значно зменшено час прийомистості двигуна. Для забезпечення установки на раніше випущені літаки L-39 і K-8J збережений колишній тип системи автоматичного управління двигуном. Також є можливість застосування системи автоматичного управління типу FADEC.
Технічні характеристики
- Довжина (з реактивним соплом): 3358 мм
- Ширина: 985 мм
- Висота: 958 мм
- Маса суха: 350 кг
- Тяга: 
  - на бойовому максимальному режимі:1850 кгс
  - на навчальному максимальному режимі:1720 кгс
  - на крейсерському режимі:515 кгс
- Питома витрата палива:
  - на бойовому максимальному режимі: 0,61 кг/кгс•год
  - на навчальному максимальному режимі: 0,575 кг/кгс•год
  - на крейсерському режимі: 0,79 кг/кгс•год

### АІ-25ТЛТ
Модифікація двигуна для безпілотного винищувача Bayraktar Kızılelma (MIUS), який, як планується, має здійснити свій перший політ у 2023 році.

## Застосування
Двигун АІ‑25 застосовується на наступних літаках:
- Як-40 - пасажирський літак для місцевих авіаліній
- Mielec M-15 - сільськогосподарський літак
- Аеро L-39 "Альбатрос" (двигун АІ-25ТЛ) - навчально-тренувальний літак
- Hongdu JL-8[en] (двигун АІ‑25ТЛК) — китайсько-пакистанський навчально-бойовий літак
- Comp Air Jet
- СР-10[ru] (двигун АІ-25ТЛ) - навчально-тренувальний літак